# Babs Olusanmokun
Babs Olusanmokun, född 18 september 1984 i Lagos, är en nigeriansk-amerikansk skådespelare.
Olusanmokun har bland annat medverkat i filmerna Dune, The Ministry of Ungentlemanly Warfare och The Book of Clarence.

## Filmografi (i urval)
- 2021 – Dune
- 2022–2023 – Star Trek: Strange New Worlds (TV-serie)
- 2023 – The Book of Clarence
- 2024 – The Ministry of Ungentlemanly Warfare